# همکاری چین و آلمان (۱۹۴۱–۱۹۲۶)
همکاری چین و آلمان میان سال‌های ۱۹۲۶ تا ۱۹۴۱ در جهت مدرن سازی صنعت و ارتش انقلابی ملی جمهوری چین بود.
در آن دوران چین به شدت درگیر جناح بازی جنگسالاران و هجوم نیروهای خارجی بود. وضعیت اضطراری چین در جهت مدرن سازی و بهبود صنایع دفاعی با نیاز شدید آلمان به مواد خام هم‌زمان شد و چین و جمهوری وایمار آلمان را در روابط نزدیک اقتصادی در دههٔ ۱۹۲۰ قرار داد. این رابطهٔ نزدیک تا به قدرت رسیدن هیتلر ادامه داشت اما با آغاز جنگ دوم چین و ژاپن در ۱۹۳۷ همکاری پایان یافت. همکاری با آلمانی‌ها تأثیر عمیقی در توانایی‌های نظامی و مقاومت در برابر ژاپن داشت.

## توضیح
پس از پیمان ورسای صنایع آلمان به شدت محدود شد و ارتش آلمان نیز به زیر ۱۰۰ هزار تن محدود شد محصولات نظامی به شدت کاهش یافت اما این باعث نشد که آلمان جایگاه پیشروی خود را در صنعت نظامی از دست بدهد از این رو شرکت‌های صنایع نظامی بر آن شدند تا با ملت‌های خارجی مانند اتحاد جماهیر شوروی سوسیالیستی و آرژانتین به صورت قانونی تبادلات نظامی داشته باشند؛ چین هم که جزو کشورهای امضاکنندهٔ پیمان ورسای نبود به صورت جداگانه در ۱۹۲۱ یک پیمان صلح با آلمان امضا کرد.
پس از مرگ یوآن شیکای، بئی یانگ سرنگون شد و چین دچار جنگ داخلی و ادعای شاهی جنگ‌سالاران شد.
از این رو کومینتانگ به دنبال کمک آلمان و چینی‌های تحصیل کرده در آلمان رفت. علاوه بر دلایل فنی، از آنجایی که آلمان برخلاف شوروی هیچ تمایل سیاسی نسبت به چین نشان نمی‌داد و به دنبال سهم خواهی نبود و دوم آنکه آلمان کمتر رفتارها و تمایلات سرمایه‌داری از خود نشان می‌داد، دولت چین به دنبال افزایش رابطه با آلمان رفت. از دید چیانگ کای‌شک، وحدت آلمان چیزی بود که چین باید از آلمان می‌آموخت و مشابه اش را در کشورش ایجاد می‌کرد.